# 小野塚晃
小野塚 晃（おのづか あきら、1967年7月29日 - ）は、日本のジャズピアニスト。

## 来歴
高校3年生の時に手伝っていたバンドが高村亜留（長戸大幸がプロデュースしていた）のバックバンドをすることになったことをきっかけに、プロのミュージシャンとしてのキャリアをスタートする。
TUBE、岡安由美子、古川真一などビーイングが制作していたアーティストのレコーディング、ライブに参加し経験を積む。
中でも特にTUBEとは関わりが深く、19歳の時から8年間ライブツアーにキーボーディストとして参加し、アルバム『N・A・T・S・U』『湘南』『納涼』『浪漫の夏』『Melodies & Memories』等の作品では演奏とともにサウンドアドバイザーとしてレコーディングに参加。
スタジオワークスは数多く亜蘭知子、春畑道哉、栗林誠一郎、関ゆみ子のレコーディングにも参加している。
1992年 には増崎孝司、勝田一樹とフュージョンバンド「DIMENSION」を結成。DIMENSIONの活動と並行してZARD、大黒摩季、T-BOLAN、WANDSを初めとするアーティストの作品のレコーディングに参加。また、SING LIKE TALKINGなどのアーティストのライブにも参加するなど幅広く活動している。
2004年 には、初のソロアルバムをリリース。これと関連して、音楽雑誌「ザッピィ（現在は廃刊）」で、インタビューを行った。
2010年 にB'zの稲葉浩志のソロツアー「稲葉浩志 Koshi Inaba LIVE 2010 〜en II〜」でサポートキーボーディストとして参加。サポートミュージシャンの中では、唯一の日本人（その他はシェーン・ガラース含む海外ミュージシャンとなる）。
また近年はジャズの大御所、渡辺貞夫のライブツアーにPfとしてレギュラー出演している。（1998年には、モントルー・ジャズ・フェスティバルに同行している）
森川七月、早川えみ、中島紅音など新人ジャズアーティストの作品にも参加している。
2020年2月18日を最後にDIMENSIONを脱退した。

## 使用機材

### ピアノ
- C.BECHSTEIN Concert8（自宅）
- C.BECHSTEIN D-282（レコーディング）

### キーボード
- Yamaha SY99
- Yamaha Motif8
- Yamaha Motif ES8
- Yamaha Motif XS8 & 7
- Yamaha Motif XF8 & 7
- Yamaha Montage8 & 7
- Yamaha CP1
- Yamaha CS-10
- Korg New CX-3
- Oberheim Matrix-12

### ケーブル
- GDVケーブル

### モニター・スピーカー
- Yamaha DXR12

### スピーカー・スタンド
- Triprop STS-55

## ディスコグラフィー

### 小野塚 晃
| #   | リリース日      | タイトル      | レーベル      | 規格品番  |
| --- | --------------- | ------------- | ------------- | --------- |
| 1st | CHINITA         | 2001年12月5日 | ZAIN PRODUCTS | PCZ-004   |
| 2nd | Rera            | 2006年6月28日 | ZAIN RECORDS  | ZACL-9045 |
| 3rd | Kanto〜大空へ〜 | 2015年7月8日  | ZAIN RECORDS  | ZACL-9084 |
| 4th | 天空の楽園      | 2019年8月28日 | ZAIN RECORDS  | ZACL-9110 |

### 三好“3吉”功郎 & 小野塚 晃
| #   | リリース日  | タイトル      | レーベル      | 規格品番 |
| --- | ----------- | ------------- | ------------- | -------- |
| 1st | FIRST TOUCH | 2005年11月9日 | ZAIN PRODUCTS | PCZ-009  |

## レコーディング参加
- 愛内里菜「空気」（キーボード）
- azusa「夢ノート」「真夏のフォトグラフ」（ピアノ）
- 安宅美春「KNOCK ME」（シンセサイザー）
- 伊藤一義『Blue Sky Blue』（ピアノ、キーボード）
- 稲葉浩志「風船」「Salvation」（ピアノ）
- 岩田さゆり「嘘」「step up tears」（ピアノ）
- 宇徳敬子「不思議な世界」（ピアノ）
- ELIKA『NATURAL CONVERSATION』『KISSIES』『Shiny Girl』（ピアノ、キーボード）
- 大黒摩季「砂の孤独」(Acoustic Piano)
- 織田哲郎『ENDLESS DREAM』『君の笑顔を守りたい』
- 川島だりあ『Believin' myself』『Don't Look Back』（キーボード）
- KEY WEST CLUB『UNBELIEVABLE』（キーボード）
- KIX-S『ONE NIGHT HEAVEN』（キーボード）『VIRGINITY』（ピアノ、オルガン）
- 栗林誠一郎『LA JOLLA(ラ・ホーヤ)』「You Never Know」（キーボード）「Go Where You Want!」（ベース、オルガン）「いつでも君を見つめていた」
「会わなくてもI Love You」（シンセサイザーベース、キーボード）
- SARD UNDERGROUND 『来年の夏も』
- ZARD『ハートに火をつけて〜ピアノ・インストゥルメンタル・ヴァージョン〜』『来年の夏も』『TODAY IS ANOTHER DAY』『promised you〜with P-edition〜』『少女の頃に戻ったみたいに』『さわやかな君の気持ち（Album Ver.）』『Good-bye My Loneliness』
- 西城秀樹「蒼い月の悪戯」『MAD DOG』（ピアノ）
- 滴草由実「言葉にならない」（キーボード）
- 竹井詩織里「静かなるメロディー」（キーボード）
- TUBE『N・A・T・S・U』『湘南』『納涼』『Melodies & Memories』『ゆずれない夏』『Only Good Summer』『OASIS』ほか多数
- TWINZER『想い出は抱きしめられない』『Dear My Love』（オルガン）
- 坪倉唯子『ジュテーム』（ピアノ）
- TEARS「途切れそうな夢の中で」（オルガン）
- DEEN『DEEN』（ピアノ）
- BAAD『GET BACK TOGETHER』（オルガン）
- BUZZLIP「357」（キーボード）
- 春畑道哉『GUITAR LAND』「after　the　midnight」（ピアノ、キーボード）
- 葉山たけし「Liar」（ピアノ、オルガン）
- B.B.クィーンズ「I Remember You」（ピアノ）
- BREAKERZ「光」
- 牧穂エミ「逢いたいのに」「Telephone」「Yes」「男女（ともだち）かんけい」「Too late」（ピアノ）
- 松本孝弘『Wanna Go Home』（ピアノ）『New Horizon』（ピアノほか、ツアーにも帯同）
- MANISH『INDIVIDUAL』（ピアノ）、「イラナイ」（オルガン、シンセサイザー）

「気まぐれな空」（ピアノ、オルガン）「翼を探してる」（シンセサイザーベース）
- 美元智衣「再出発」「君がお嫁に行っても We're friends」「夕空」（ピアノ）
- 森友嵐士「キズナ」「離したくはない」（ピアノ）
- 矢嶋良介『Rolling Heart』（キーボード）「I BELIEVE」（ピアノ）
- 柳原愛子『innocent color』（キーボード）
- Riding『First Riding』（ピアノ、オルガン）『Feelin' High』
- Ryu「nobody knows」（シンセサイザー）
- リュ・シウォン「36℃」「シグナル」「夢想」（ピアノ）
- 吉田知加「愛シニ来テ欲シイ」
- WANDS「Same Side」（シンセサイザー）「太陽のため息」「Brand New Love」（キーボード）「賞味期限切れ I love you」（ピアノ）
- TRIX『BUILD UP』（キーボード）
- B'z多数

## 提供作品

### 編曲
- 宇徳敬子「Love Letters」
- 茅野佐智恵「いつか…」「走りだす瞬間」
- ELIKA「For You」「やんちゃに恋して」「Classmate」「あなただけForever」「0から始まるI Love You」

「Shiny Girl」「君が部屋にやってくる！」「Loving You」「ONLY YOU〜海の上で〜」「Seduce me」
「WE'RE ALL ALONE」「WHEN YOU WISH UPON A STAR」「ミッドナイト・パーティ」
- 滴草由実「any more」（大賀好修、Buddhaphonicとの共作）
- 春畑道哉「Make it,O.K.」「Sunset」「Solid Sky」「After Midnight」「Guitar Land」（以上、春畑道哉との共作）
- BREAKERZ「ダンデライオン (Acoustic Ver.)」（BREAKERZとの共作）
- Ryu「赤とんぼ」「夕方のおかあさん」「兄へのおもい」